# Мрачные картины
«Мрачные картины» (исп. Pinturas negras, встречается буквальный перевод «Чёрные картины»; 1819—1823) — название серии из четырнадцати фресок Франсиско Гойи, написанных в технике al secco (на стене, по увлажнённой штукатурке). Были созданы для стен своего дома, который он приобрел в феврале 1819 года, с интересным названием Дом Глухого, полученным ещё при жизни бывшего владельца, вероятно, страдавшего глухотой. Эти фрески переносились на холст с 1874 года, на сегодняшний день они хранятся в музее Прадо в Мадриде.
Цикл картин, которым Гойя не дал названий, был каталогизирован в 1828 году другом художника Антонио Бругадой и включает следующие работы: Атропос или Судьба, Два старика или Старик и монах, Два старика едят суп, Поединок на дубинах, Шабаш ведьм, Читающие мужчины, Юдифь и Олоферн, Фестиваль в Сан-Исидро, Смеющиеся женщины, Паломничество к источнику Сан-Исидро, Собака, Сатурн, пожирающий своего сына, Донья Леокадия Соррилья и Фантастические видения или Асмодей.
В 1823 году дом Гойи вместе с настенными росписями стал собственностью его внука Мариано Гойи, скорее всего таким образом Гойя пытался сохранить своё имущество от возможной конфискации после восстановления абсолютной монархии и репрессий со стороны Фердинанда VII. В течение 50 лет после своего создания Мрачные картины были неизвестны широкой общественности (за исключением нескольких специалистов, по описанию Шарля Ириарте). В 1874 году Сальвадор Мартинес Кубельс по просьбе французского банкира Фредерика Эмиля д'Эрлангера начал перевод картин со штукатурки на полотно. Этот процесс занял несколько лет. Д’Эрлангер намеревался продать картины на Всемирной выставке в Париже, однако в 1881 году он принёс их в дар музею Прадо, где они и выставляются в наше время.

## «Мрачные картины» и их история
В феврале 1819 года Гойя приобрёл усадьбу на берегу реки Мансанарес, недалеко от Сеговийского моста, с видом на луга Сан-Исидро. Он рассчитывал, что сможет там жить вместе с Леокадией Вайс, не привлекая внимания и избегая сплетен, так как та была замужем за купцом Исидоро Вайсом. У Леокадии, вероятно от связи с художником, родилась дочь Росарита. Между февралём и ноябрём 1819 года, до того, как Гойя серьёзно заболевает — об этом свидетельствует картина Гойю лечит доктор Аррьета (1820) — художник начинает расписывать стены своего дома. Доподлинно известно, что Мрачные картины были написаны поверху более ранних изображений, которыми Гойя воспользовался как основой, как например для Поединка на дубинах.
Если изначальные картины по своему беззаботному настрою были аналогичны работам арагонского периода, то можно предположить, что на решение Гойи закрасить их повлияли приступы болезни, возможно, вместе с бурными событиями Либерального трёхлетия. Босаль склонен считать, что первоначально нарисованные картины принадлежат кисти Гойи, и он использовал свои материалы вторично; однако Глендиннинг предполагает, что картины «уже украшали стены Кинта-дель-Сордо, когда имение было приобретено». В любом случае, работать над картинами на своей вилле Гойя мог начиная с 1820 года. Завершение работ не может датироваться после 1823 года, так как в это время Гойя переезжает в Бордо и оставляет имение своему внуку Мариано, возможно, опасаясь репрессий со стороны властей после падения Риего. В 1830 году Мариано де Гойя передаёт своё имущество отцу, Хавьеру де Гойя.
Существовала теория, приписывающая создание Мрачных картин Хавьеру де Гойя (сыну художника); однако Босаль и Глендиннинг, крупнейшие исследователи творчества Гойи, отвергли эту теорию. Трудно представить, чтобы такой необычный факт не был бы известен современникам. Техника рисунка, качество мазка, гротескное изображение людей, навязчивые темы, которые также присутствуют в предшествующих и последующих работах, делают необоснованным приписывание авторства Хавьеру де Гойя.
Антонио Бругада указывал на наличие семи картин на первом этаже и восьми на втором, однако впоследствии в музей Прадо попало только четырнадцать. Шарль Ириарте, посетивший ферму позднее, также описывает картины, известные в настоящее время и указывает на то, что из стены был вырван большой кусок. Многие искусствоведы считают, исходя из схожести стиля и тематики, что пятнадцатой картиной является Головы в пейзаже (Нью-Йорк, коллекция Стэнли Мосс).

Ещё одним нерешённым вопросом является первоначальное местонахождение картины Два старика едят суп, о которой неизвестно, была ли она на первом или на втором этаже. Без учёта этой детали первоначальное размещение картин в Кинто-дель-Сордо было следующим:
- Первый этаж: Это была большая прямоугольная комната. На длинных стенах было по два окна рядом с короткими стенами. На них висели две большие картины: Фестиваль в Сан-Исидро справа, если смотреть от входной двери, и Шабаш ведьм слева. На дальней короткой стене, напротив входа в центре находилось большое окно, справа от него находилась Юдифь и Олоферн[исп.], а слева Сатурн, пожирающий своего сына. Около двери висели Донья Леокадия Соррилья (напротив Сатурна) и Два старика[исп.] или Старик и монах напротив Юдифи.
- Второй этаж: Комната имела те же размеры, что и на первом этаже, но на длинных стенах было по одному окну в центре, каждое из которых справа и слева окружало по одной картине. На правой стороне ближе ко входу находилась Фантастические видения или Асмодей и Паломничество к источнику Сан-Исидро дальше от входа. На левой стороне находились соответственно Атропос или судьба и Поединок на дубинах. На дальней короткой стороне были Смеющиеся женщины[исп.] справа и Читающие мужчины[исп.] слева. На ближней ко входу стене справа находилась «Собака», а слева ещё одна картина, предположительно «Головы в пейзаже».

Два старика, кушающие суп, вероятно, находились над входной дверью, Глендиннинг считает, что эта картина находилась на первом этаже.
Расположение и состояние картин в Кинто-дель-Сордо известны благодаря фотографиям, сделанным известным фотографом Жаном Лораном в 1874 году. Фотографии были заказаны одним из владельцев дома (Родольфо Кумоном или бароном д´Эрлангером), чтобы сохранить для потомков изображения этих произведений искусства, существованию которых угрожала активная спекуляция недвижимостью в этом районе и в связи с чем историки искусства Крусада Вильямиль и Шарль Ириарте опасались, что Мрачные картины исчезнут в очень короткое время. Благодаря этим фотографиям мы знаем, что картины были обрамлены гипсовой лепкой, как и двери, окна и фриз. Стены были оклеены, как это в те времена было принято во дворцах и домах буржуа, обоями Королевской обойной фабрики, учреждённой Фердинандом VII. На первом этаже на обоях были изображены фрукты и растения, на втором — геометрический орнамент. Кроме того, на фотографиях запечатлено состояние картин до переноса на полотно, например, мы можем видеть на фотографии, что существовал правый фрагмент Шабаша ведьм, не сохранившийся до наших дней.
|  |  |

## Анализ
Начиная с 1820, когда Гойя обращается к стилю возвышенного и прекрасного, в котором и написаны Мрачные картины, у современников художника просыпается интерес к его работам. Концепция этого художественного направления была разработана Эдмундом Бёрком в его произведении Философское исследование о происхождении наших идей возвышенного и прекрасного (1757) и оно распространилось по всей Европе во второй половине XVIII века. Распространение романтизма привело к тому, что публика стала ценить в художнике оригинальность по сравнению с другими, и такие знатоки искусства, как Фелипе де Гевара, писали, что для современного общественного вкуса предпочтительны угрюмые меланхоличные произведения, полные «невообразимых страха и слёз».
Среди искусствоведов распространена точка зрения, что Мрачные картины создавались Гойей в состоянии психологического и социального давления. Одним из важнейших факторов было осознание художником упадка физической силы, что он не мог не ощущать, живя с Леокадией Вайс, женщиной, которая была намного моложе его, а также вследствие тяжёлой болезни в 1819 году, когда он находился при смерти, что нашло отражение в цветовой гамме и тематике работ.
С другой стороны, Гойя писал эти картины в 1820-х годах (о чём, впрочем нет никаких документальных подтверждений), и к этому моменту он уже оправился от своей болезни. Сатирическое изображение религиозных сцен (паломничества, процессии, инквизиция) или гражданских беспорядков (например, в Поединке на дубинах или в предполагаемом изображении собрания или заговора в Читающих мужчинах; также существует политическая интерпретация сюжета Сатурна: государство пожирает своих подданных) согласуется с политической нестабильностью в Испании после того, как военные во главе с Риего потребовали от короля соблюдения конституции 1812 г. Период 1820—1823 хронологически совпадает со сроками завершения работ. По всей видимости темы и палитра картин стали возможны в условиях отсутствия политической цензуры в период реставрации абсолютной монархии. С другой стороны, многие персонажи Мрачных картин (дуэлянты, монахи и монахини, инквизиторы) представляют старый порядок, существовавший до идеалов Великой французской революции.